# Hoplocorypha lobata
Hoplocorypha lobata är en bönsyrseart som beskrevs av Roger Roy 1969. Hoplocorypha lobata ingår i släktet Hoplocorypha och familjen Thespidae. Inga underarter finns listade i Catalogue of Life.